# Инёню (стадион)
«Инёню́» (тур. BJK İnönü Stadyumu) — стадион в городе Стамбул, существовавший в 1947—2013 годах, бывшая домашняя арена футбольного клуба «Бешикташ». Расположен в европейской части Стамбула. Стадион владеет рекордом по уровню производимого шума среди стадионов Европы — 132 дБ на матче против «Ливерпуля». С трибун стадиона были видны дворец Долмабахче, Босфор и Девичья башня. «Инёню» являлся единственным стадионом в мире, с которого видны сразу две части света — Европа и Азия. В начале 2011 года министр культуры и туризма Турции Эртугрул Гюнай предложил «перевезти» стадион из исторической части города, однако был сильно раскритикован футбольной общественностью страны.
Был снесён, и на его месте возведена новая арена — «Водафон Парк».

## Концерты
Кроме футбольных матчей, «Инёню» использовался и для проведения концертов. В частности, на стадионе выступали:
- Брайан Адамс — 28 июля 1992
- Guns N' Roses — 26 мая 1993
- Элтон Джон —20 июня 1993
- Metallica — 25 июня 1993
- Стинг — 4 июля 1993
- Bon Jovi — 13 сентября 1993
- Scorpions — 17 сентября 1993
- Майкл Джексон — 23 сентября 1993
- Мадонна — 7 октября 1993
- Тина Тёрнер — 20 сентября 1996
- Rihanna — 30 мая 2013

## Галерея

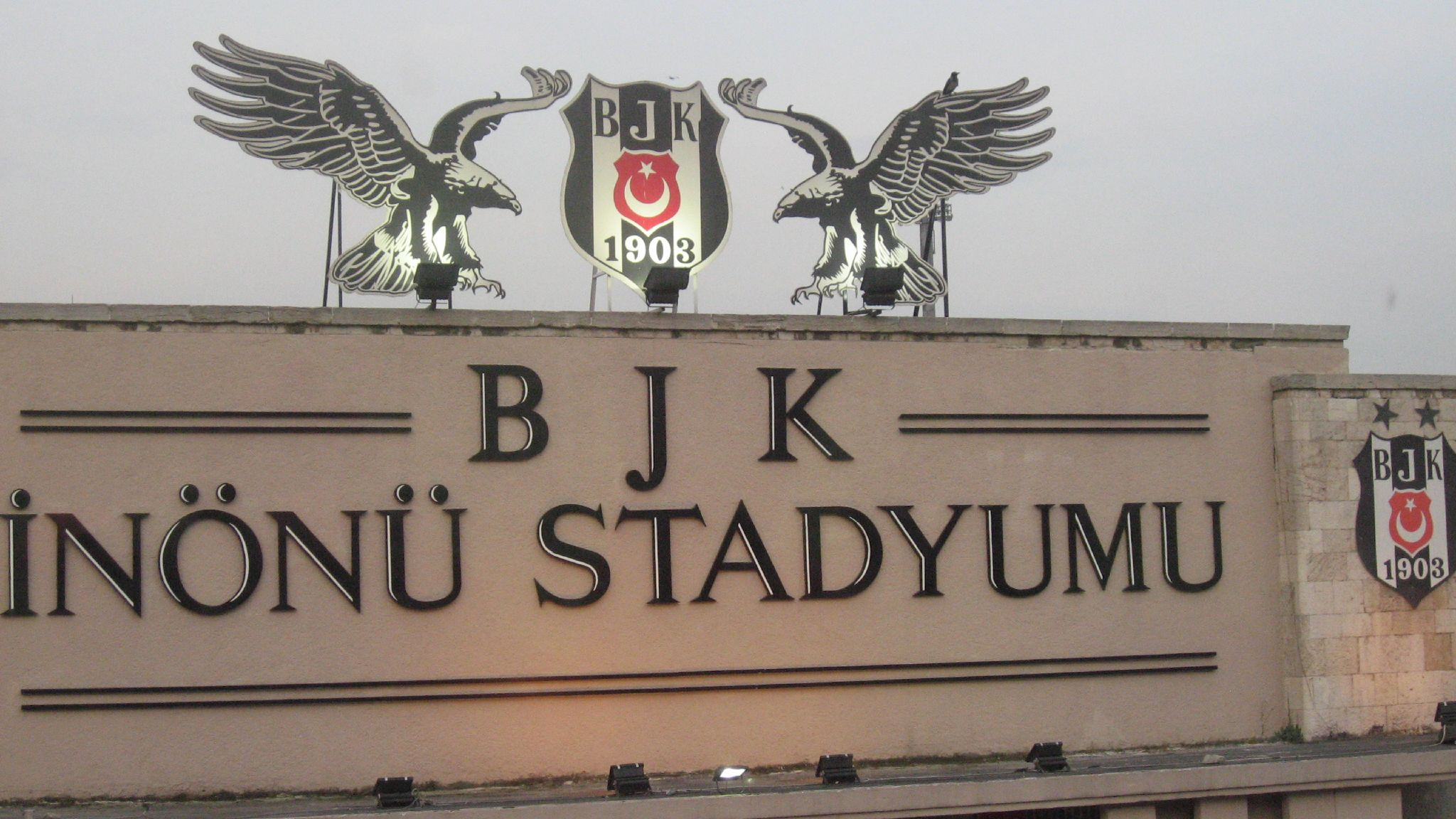
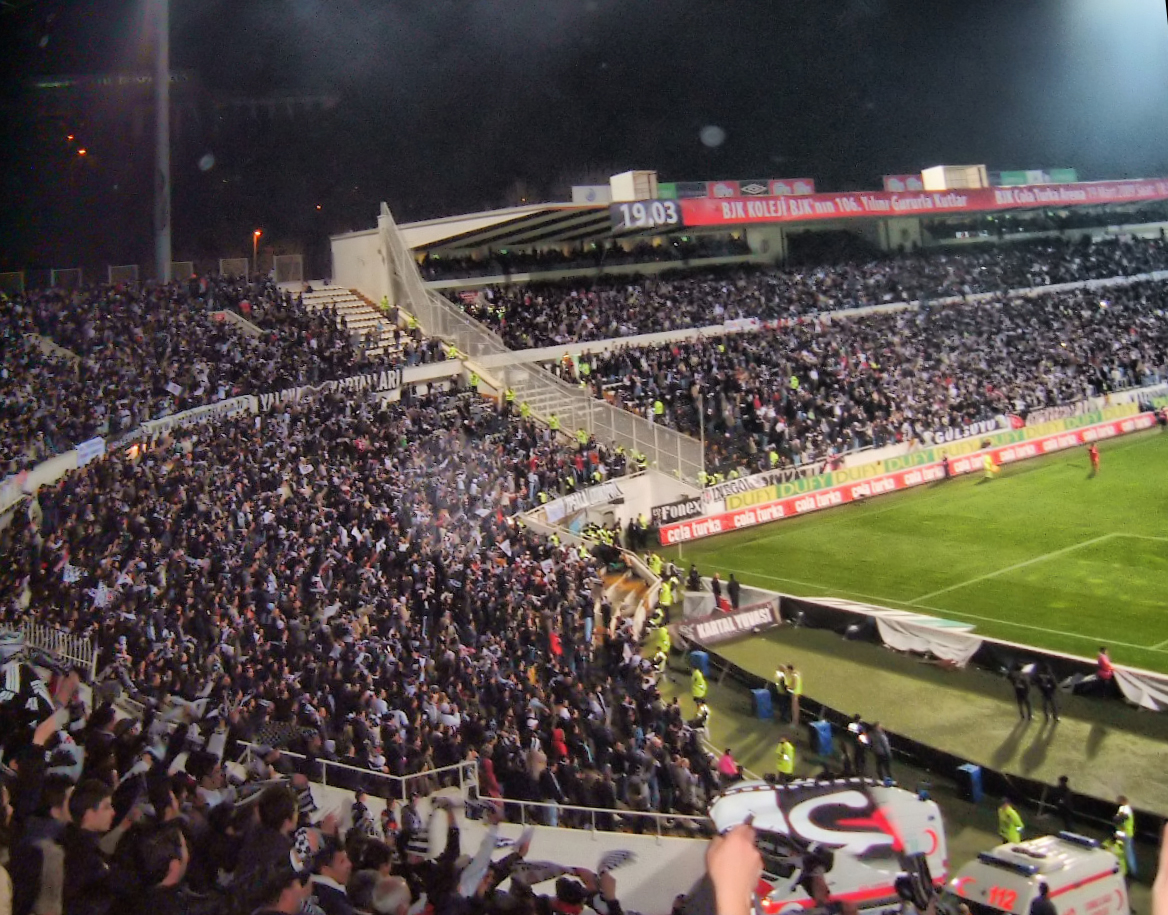
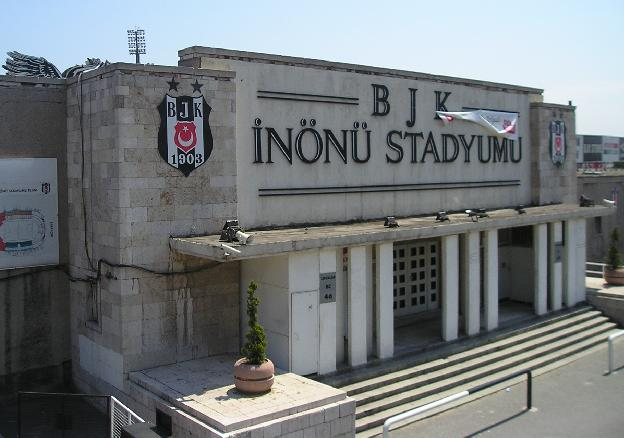
Вход на стадион
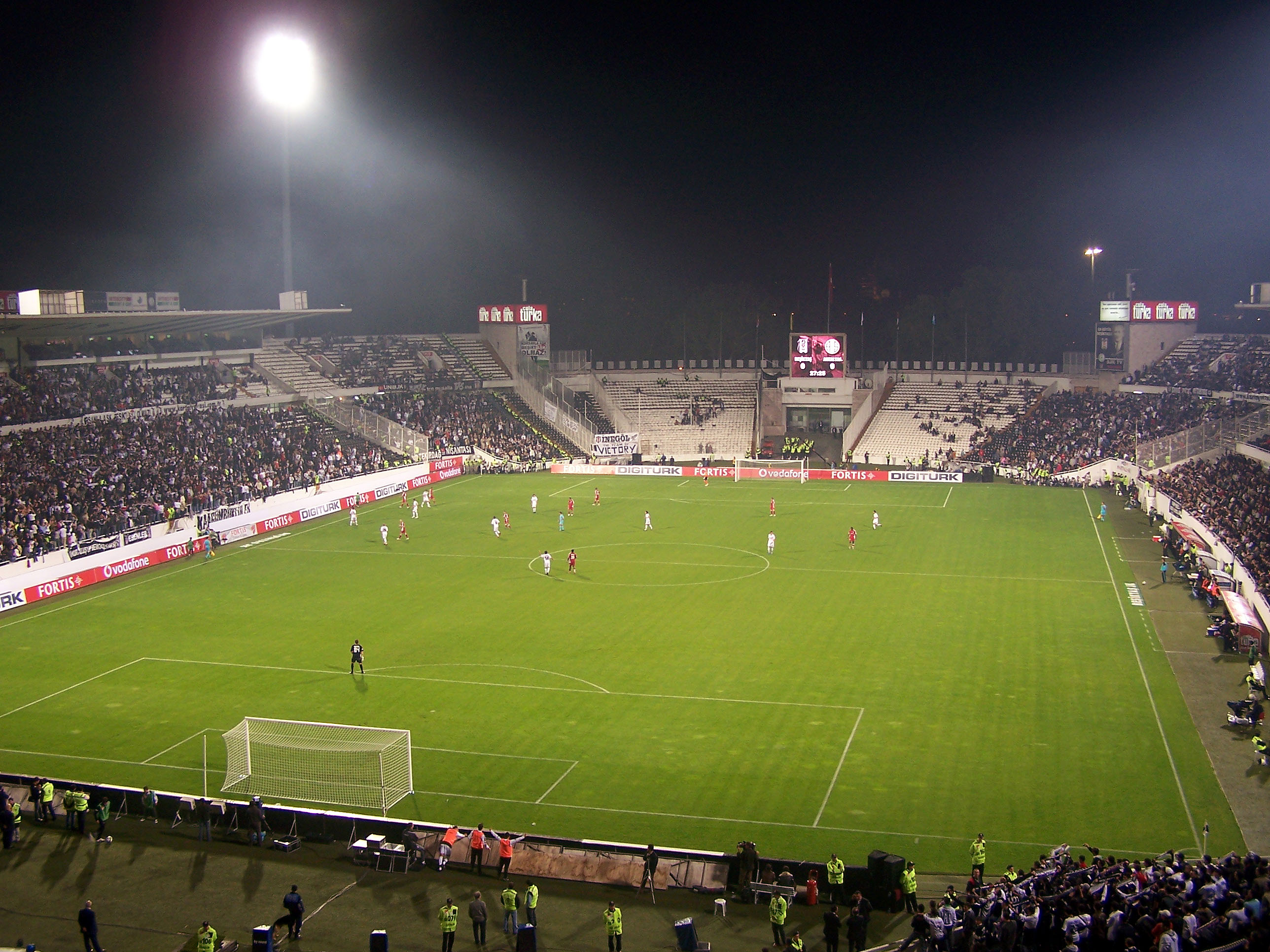